# Rammelsbergmijnen
De Rammelsbergmijnen liggen nabij de stad Goslar in Duitsland. De Rammelsberg is een berg van 636 meter hoog, en is onderdeel van het Harzgebergte.
Op deze plek vond meer dan 1000 jaar lang onafgebroken mijnbouw plaats. Aanvankelijk was zilvererts het belangrijkste product, vervolgens verschoof dat naar koper en ten slotte lood. De mijnen zijn gesloten in 1988.
De Rammelsbergmijnen staan sinds 1992 samen met het historische centrum van Goslar, dat veel van haar rijkdom ontleende aan de mijnbouw, op de Werelderfgoedlijst van Unesco. In 2010 heeft Unesco ook het watermanagementsysteem van de mijnen aan de vermelding op de Werelderfgoedlijst toegevoegd. Via tunnels en beekjes werd het bergwater langs waterraderen geleid die pompen aandreven om water uit de mijnschachten te pompen. Waterbassins zorgden dat de watermolens die de mijnen van energie voorzagen ook in de droge maanden in werking bleven. De mijnwerkers in de zeventiende eeuw konden daardoor dieper graven dan in andere mijnen.

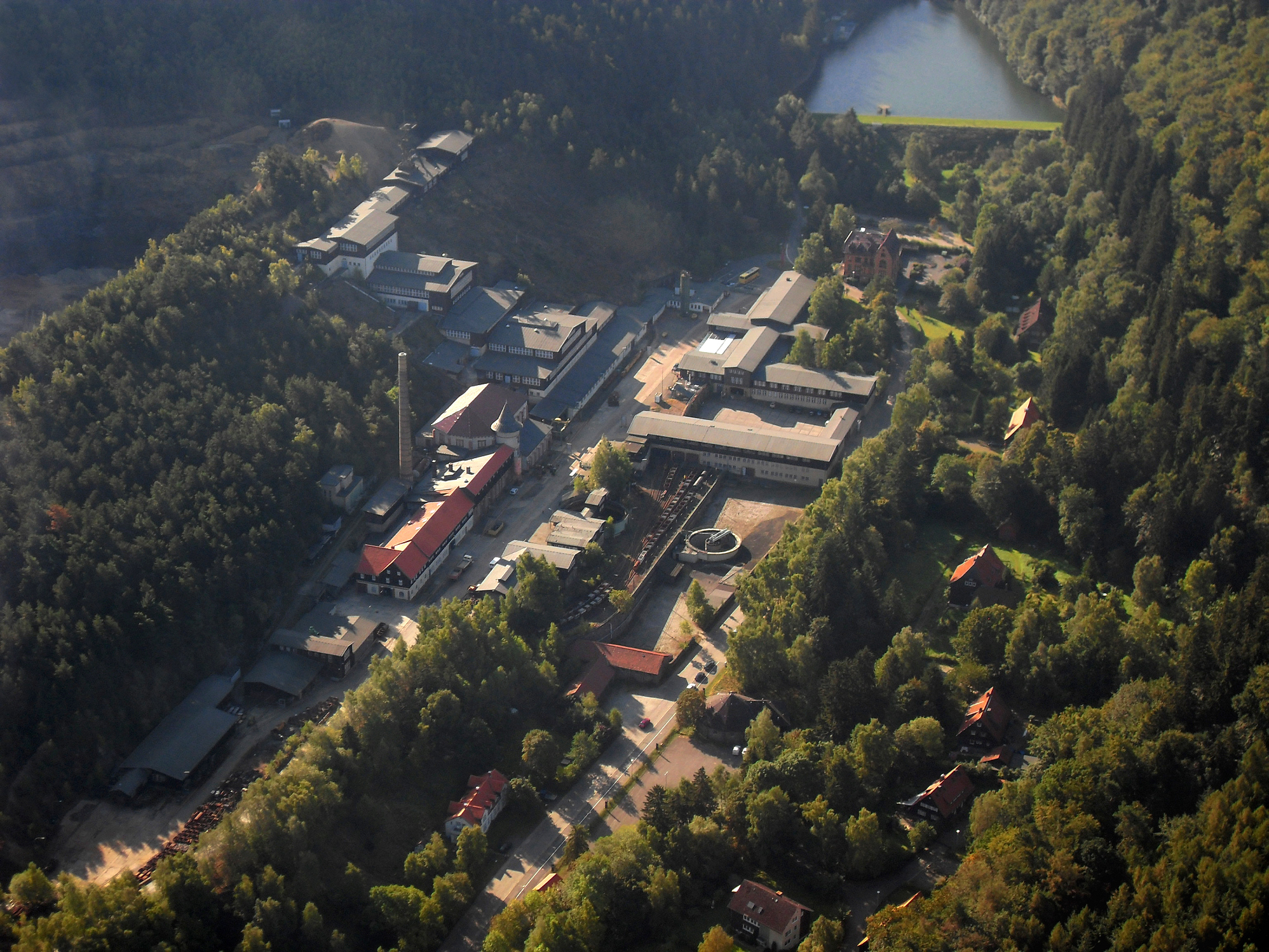
Luchtfoto van het complex
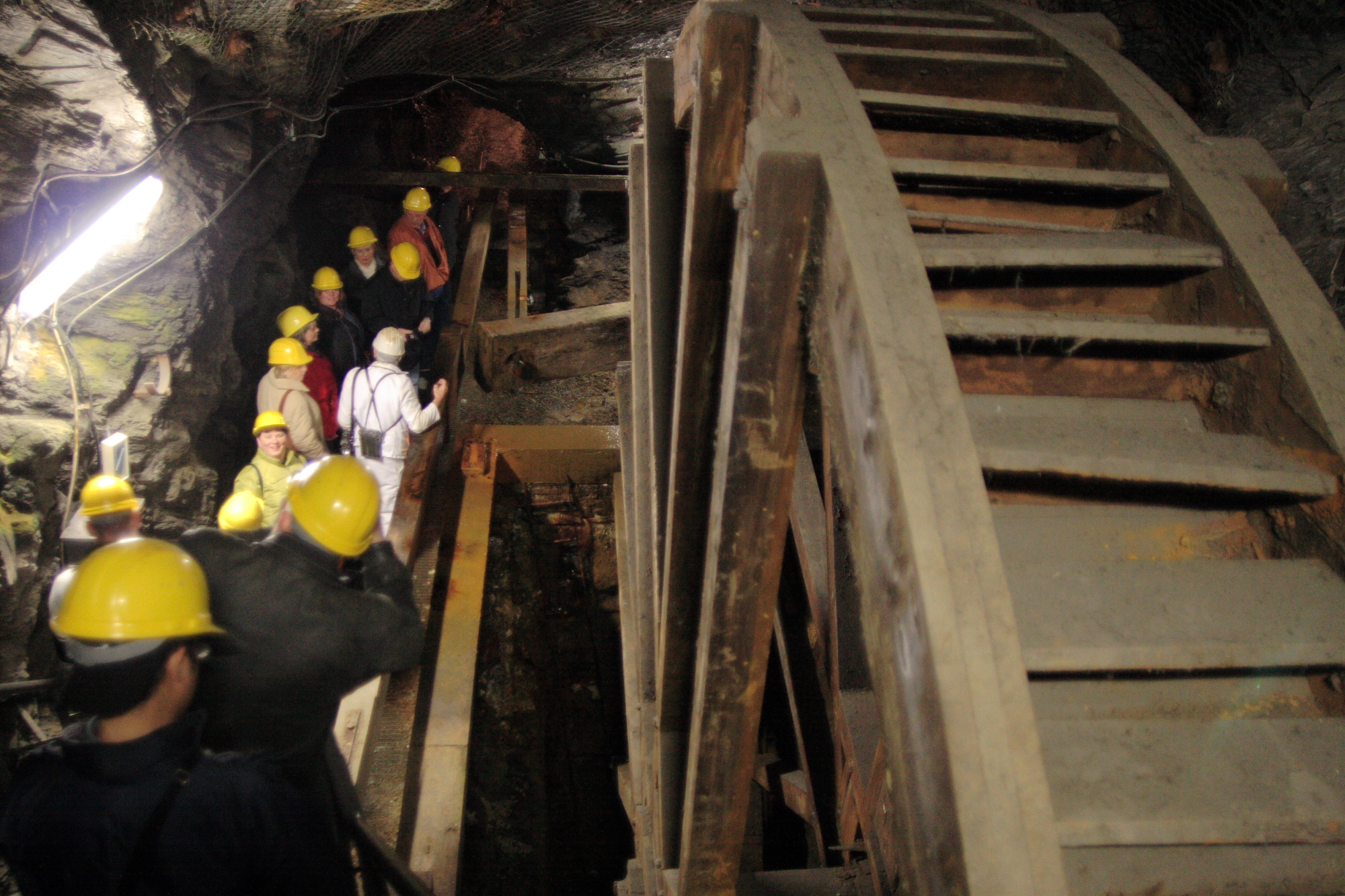
Ondergrondse watermolen
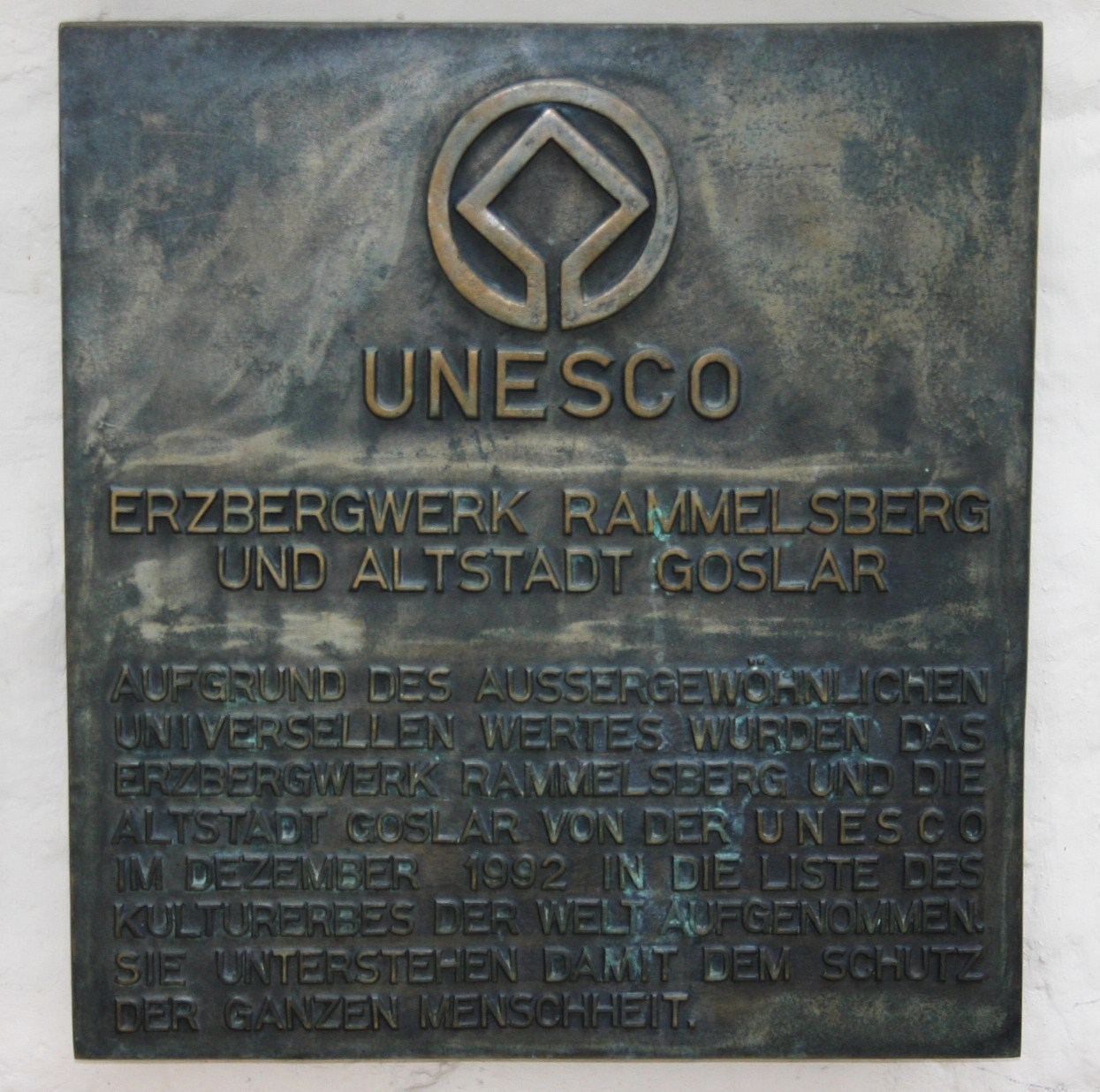
Unesco Werelderfgoed

Dom van Aken · Abdij en Altenmünster van Lorsch · Slot Augustusburg en slot Falkenlust in Brühl · Bamberg · Bauhaus en zijn sites in Weimar, Dessau en Bernau · Klassiek Weimar · Fagusfabriek · Rammelsbergmijnen en historische stad Goslar · Dom van Keulen · Hanzestad Lübeck · Luthergedenkplaatsen in Eisleben en Wittenberg · Abdij van Maulbronn · Groeve Messel · Fürst-Pückler-Park Bad Muskau · Kloostereiland Reichenau · Museuminsel in Berlijn · Parklandschap Dessau-Wörlitz · Stiftskerk, kasteel en historisch centrum van Quedlinburg · Bedevaartskerk van Wies · Historisch centrum van Regensburg met Stadtamhof · Romeinse monumenten, Dom en Onze-Lieve-Vrouwekerk in Trier · Oude en voorhistorische beukenbossen van de Karpaten en andere regio's van Europa · Paleizen en parken van Potsdam en Berlijn · Michaeliskirche en Dom van Hildesheim · Dom van Speyer · Historisch centrum van Stralsund en Wismar · Stadhuis en Rolandstandbeeld van Bremen · Grenzen van het Romeinse Rijk: Opper-Germaans-Raetische limes · Bovenloop van het Midden-Rijndal · IJzersmelterij van Völklingen · Kasteel Wartburg · Residentie van Würzburg · Kolenmijn en industriecomplex Zeche Zollverein in Essen · Modernistische woonwijken in Berlijn · Waddenzee · Prehistorische paalwoningen in de Alpen · Markgrafelijk Operahuis in Bayreuth · Bergpark Wilhelmshöhe · Karolingisch westwerk en Civitas Corvey · Speicherstadt en het Kontorhausviertel met het Chilehaus in Hamburg · Architecturaal werk van Le Corbusier (Weißenhofsiedlung) · Grotten en kunst uit de ijstijd in de Zwabische Jura · Archeologisch grenslandschap van Hedeby en de Danevirke · Dom van Naumburg ·  Mijnstreek Erzgebirge/Krušnohoří · Waterbeheersysteem van Augsburg · Historische kuuroorden van Europa (Bad Ems, Baden-Baden en Bad Kissingen) · Mathildenhöhe Darmstadt · Grenzen van het Romeinse Rijk - De Neder-Germaanse limes · ShUM-sites van Speyer, Worms en Mainz · Grenzen van het Romeinse Rijk - De Donaulimes (Westelijk gedeelte)  · Joods-middeleeuws erfgoed van Erfurt · Complex van de residentie van Schwerin · Moravische kerknederzettingen (Herrnhut)
- Gemeinsame Normdatei: 4116901-3
- Library of Congress Control Number: nb2006005431
- Virtual International Authority File: 134382145

Nieuws: Watersysteem Rammelsbergmijnen toegevoegd aan Werelderfgoed